# Jacopo Marieschi
Jacopo Marieschi ou Giacomo Marieschi (Venise, 1711-1794) est  un peintre Vénitien de vedute actif à Venise au XVIIIe siècle.

## Biographie
Jacopo Marieschi a d'abord été formé par son père, l'éminent peintre de vedute, Michele Marieschi et plus tard auprès de Gaspare Diziani.

## Œuvres

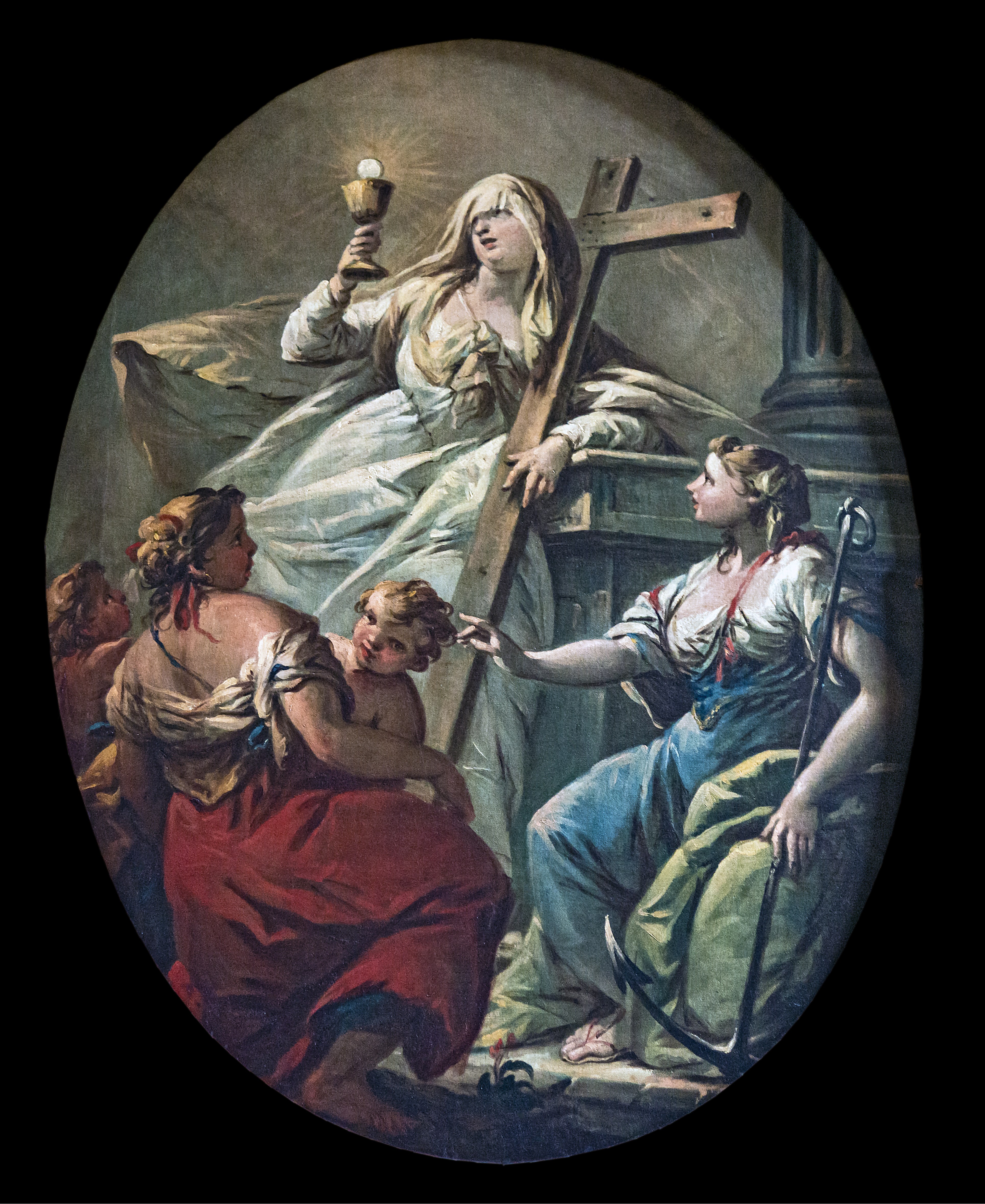
La Foi, l'Espérance et la Charité, Église San Francesco della Vigna

- Retable pour le monument funéraire de St-Jean l'Aumônier "St Jean l’aumônier faisant l'aumône", église San Giovanni in Bragora Venise, 1743
- La Dernière Cène, église San Giovanni Evangelista, Venise.
- Caprice[1] avec obélisque et monuments équestres,
- Agar et Ismaël, musée des beaux-arts, Nancy.
- Le Grand Canal avec le pont du Rialto, Venise
- La Foi, l'Espérance et la Charité, Église San Francesco della Vigna, Venise.

## Sources
- (en) Cet article est partiellement ou en totalité issu de l’article de Wikipédia en anglais intitulé « Jacopo Marieschi » (voir la liste des auteurs).